# نووو باردو
نووو باردو (به بلغاری: Novo Bardo) یک منطقهٔ مسکونی در بلغارستان است که در استان صوفیه واقع شده‌است.